# James Charnley Summer Cottage
Il James Charnley Summer Cottage, situato a Ocean Springs, Mississippi, è una residenza storica progettata dall'architetto Louis Sullivan con il contributo del suo giovane apprendista Frank Lloyd Wright. Costruita intorno al 1891, questa casa rappresenta un esempio significativo di architettura residenziale in stile coloniale americano adattata al contesto naturale della costa del Golfo del Mississippi .

## Storia
Louis H. Sullivan visitò la costa del Mississippi durante una vacanza nel 1890 e rimase affascinato dalla bellezza naturale della regione. Decise di investire in un terreno fronte mare a Ocean Springs, dove progettò due cottage: uno per sé e uno per i suoi amici James e Helen Charnley, desiderosi di un rifugio dalla vita urbana di Chicago e dai rigidi inverni del Midwest 
Il cottage di James Charnley, noto come "Charmleigh" (Prato Incantevole), era concepito come un rifugio semplice e funzionale, caratterizzato da un piano a "T" con una veranda e un soggiorno affacciato sulla baia. L'edificio originale comprendeva una veranda schermata, soggiorno, sala da pranzo, cucina, due bagni, due camere da letto, una stanza di servizio e spazi di stoccaggio. Lo stile della casa, con il rivestimento in scandole e le baie ottagonali, richiamava l'architettura coloniale americana, adattandola però alle esigenze climatiche e paesaggistiche della costa .
Nel 1897, dopo la vendita della proprietà ai coniugi Frederick ed Elizabeth Norwood, un incendio distrusse il cottage. La casa venne ricostruita quasi identicamente sotto la supervisione di Sullivan, che apportò miglioramenti al progetto originale . La nuova versione della casa fu ribattezzata "Bon Silene", in onore delle rose omonime piantate nei giardini circostanti .
Nel 2005, il cottage subì danni strutturali gravi a causa dell'uragano Katrina, che devastò l'intera regione . Nel 2008 iniziarono i lavori di restauro che furono completati nel 2013, riportando la casa al suo stato originario e preservandone il valore storico . La proprietà è considerata un'importante testimonianza dell'architettura di transizione di Sullivan e un punto di riferimento per l'influenza esercitata su Frank Lloyd Wright .

## Caratteristiche Architettoniche
Il James Charnley Summer Cottage è un edificio a un piano con uno stile in scandole e un tetto a padiglione. Presenta un portico a tutta larghezza sostenuto da colonne rivestite in scandole, finestre con vetri diamantati e ampi spioventi . Elementi distintivi includono le baia ottagonali, i comignoli in mattoni decorativi e le ventole sul tetto per l'attico. Il design, con la sua linea lunga e bassa, si fonde armoniosamente con il paesaggio costiero .

## Riconoscimenti Storici
La casa è stata inclusa nel Sullivan-Charnley Historic District, inserito nel Registro Nazionale dei Luoghi Storici nel 1987 . Nel 2008 è stata designata come punto di riferimento storico del Mississippi . La casa appare in numerose pubblicazioni dedicate all'architettura storica del Mississippi, tra cui Historic Architecture in Mississippi (1973) e Buildings of Mississippi (2020) .